# Charles Robert Harington
Charles Robert Harington FRS (1 de agosto de 1897 — 4 de fevereiro de 1972) foi um bioquímico britânico , conhecido por esclarecer a estrutura química da levotiroxina e também por sintetizá-la em 1927.
Harington dirigiu o National Institute for Medical Research, no Reino Unido.